# Semaine de baseball de Haarlem
La Semaine de baseball de Haarlem (Haarlemse Honkbalweek) est une compétition internationale de baseball qui se déroule les années paires à Haarlem aux Pays-Bas, en alternance avec le Tournoi World Port.
Les rencontres se jouent au Pim Mulierstadion, le stade du Corendon Kinheim.

## Histoire
La Haarlem Honkbalweek a été créée en 1960 par Ge Hoogenbos. Sous l'impulsion de ce dernier, la municipalité de Haarlem se dote d'un stade de baseball et le premier tournoi a lieu en 1961. C'est l'un des plus anciens et populaires du continent européen. Hoogenbos, l'un des fondateurs du club des Haarlem Nicols, est aussi à l'initiative de la création du musée néerlandais du baseball et du softball. Journaliste au De Telegraaf, joueur en première division hollandaise et en Equipe des Pays-Bas de baseball, il est membre du Temple de la renommée du baseball néerlandais et premier soutien de la Semaine de baseball de Haarlem.
Les Spartans d'Alconbury sont les premiers vainqueurs du tournoi en 1961. Les américains des Sullivans dominent l'épreuve dans les années 1960 avant que les équipes nationales telles que Cuba, Japon et les États-Unis ne prennent le dessus dans le tournoi. 
Depuis 1984 et la création du World Port Tournament, les Pays-Bas organisent désormais deux des plus grands et prestigieux tournois de baseball en Europe. Ils sont alternés, la Semaine de Baseball de Haarlem se joue les années impaires et le World Port Tournament les années paires. 
Les Pays-Bas et les États-Unis dominent les éditions des années 2000.

## Format de compétition
Chaque équipe rencontre les cinq autres dans une poule au format round robin. Les deux premières se rencontrent en finale pour le titre.
Les matchs ont une durée de neuf manches, à l'exception des cas de figure où une équipe mène par plus de dix points d'écart à partir de la 7e manche. Le match est alors gagné par l'équipe menant en mercy rule.

## Palmarès
| Année        |                        | Or                    | Argent                             | Bronze |
| ------------ | ---------------------- | --------------------- | ---------------------------------- | ------ |
| 1961 Détails | Spartans d'Alconbury   | Flyers de Wiesbaden   | Sabres de Châteauroux              |        |
| 1963 Détails | Sullivans              | Pays-Bas              | French Woods                       |        |
| 1966 Détails | Stags de Californie    | Pays-Bas              | Bayonets d'Augsburg                |        |
| 1968 Détails | Sullivans              | Pays-Bas              | Antilles néerlandaises             |        |
| 1969 Détails | Sullivans              | Stags de Californie   | Pays-Bas                           |        |
| 1971 Détails | Sullivans              | Stags de Californie   | United States Air Forces in Europe |        |
| 1972 Poule A | Cuba                   | Sullivans             | Goldpanners d'Alaska               |        |
| 1972 Poule B | Antilles néerlandaises | Pays-Bas              | Italie                             |        |
| 1974 Détails | Cuba                   | Wildcats de l'Arizona | Sullivans                          |        |
| 1976 Détails | Wildcats de l'Arizona  | Corée du Sud          | Sullivans                          |        |
| 1978 Détails | Japon                  | Corée du Sud          | Cuba                               |        |
| 1980 Détails | États-Unis             | Mississippi           | Sullivans                          |        |
| 1982 Détails | Hurricanes de Miami    | Mitsubishi Japan      | Pays-Bas                           |        |
| 1984 Détails | Canada                 | Pays-Bas              | Washington State University        |        |
| 1988 Détails | Sullivans              | Canada                | Pays-Bas                           |        |
| 1990 Détails | Sullivans              | Cuba                  | Pays-Bas                           |        |
| 1992 Détails | Japon                  | Little Ceasars        | Pays-Bas                           |        |
| 1994 Détails | Japon                  | Little Ceasars        | Pays-Bas                           |        |
| 1996 Détails | Cuba                   | Pays-Bas              | Sullivans                          |        |
| 1998 Détails | Cuba                   | Australie             | Sullivans                          |        |
| 2000 Détails | États-Unis             | Cuba                  | Pays-Bas                           |        |
| 2002 Détails | États-Unis             | Pays-Bas              | Cuba                               |        |
| 2004 Détails | Pays-Bas               | Cuba                  | Japon                              |        |
| 2006 Détails | Pays-Bas               | Cuba                  | États-Unis                         |        |
| 2008 Détails | États-Unis             | Cuba                  | Taïwan                             |        |
| 2010 Détails | Pays-Bas               | Cuba                  | Japon                              |        |
| 2012 Détails | Cuba                   | Porto Rico            | États-Unis                         |        |
| 2014 Détails | États-Unis             | Japon                 | Pays-Bas                           |        |
| 2016 Détails | Pays-Bas               | Japon                 | Australie                          |        |
| 2018 Détails | Japon                  | Taïwan                | Pays-Bas                           |        |

## Tableau des médailles
| Rang | Pays                   | Or | Argent | Bronze | Total |
| ---- | ---------------------- | -- | ------ | ------ | ----- |
| 1    | États-Unis             | 14 | 7      | 11     | 32    |
| 2    | Cuba                   | 5  | 6      | 2      | 13    |
| 3    | Pays-Bas               | 4  | 7      | 9      | 20    |
| 4    | Japon                  | 4  | 3      | 2      | 9     |
| 5    | Canada                 | 1  | 1      | 0      | 2     |
| 6    | Antilles néerlandaises | 1  | 0      | 1      | 2     |
| 7    | Royaume-Uni            | 1  | 0      | 0      | 1     |
| 8    | Corée du Sud           | 0  | 2      | 0      | 2     |
| 9    | Australie              | 0  | 1      | 1      | 2     |
| 9    | Taïwan                 | 0  | 1      | 1      | 2     |
| 9    | Allemagne              | 0  | 1      | 1      | 2     |
| 12   | Porto Rico             | 0  | 1      | 0      | 1     |
| 13   | France                 | 0  | 0      | 1      | 1     |
| 13   | Italie                 | 0  | 0      | 1      | 1     |